# Церковь Воскресения Христова (Поградец)
Церковь Воскресения Христова (алб. Kishë Ngjallja e Krishtit, макед. Црква „Воскресение Христово“) — храм албанской православной церкви в городе Поградец, Албания.

## История
Постройка храма была начата в 90-е годы, завершена около 2010 года.

## Архитектура
Крестово-купольная однонефная базилика в неовизантийском стиле.  Барабан купола со стрельчатыми оконными проёмами. Храм внутри и снаружи отштукатурен, не расписан (2012). Освящён в 2014 году Архиепископом Тиранским Анастасием.